# Богославский, Владимир Матвеевич
Богославский Владимир Матвеевич (16 сентября 1888, Харьковская область — 16 марта 1953, Москва) —  русский и советский медик, организатор первой хирургической службы Донецкой области и всех хирургических кафедр Донецкого института.

## Биография
Владимир Матвеевич Богославский родился в 1888 году в Харьковской области. В 1908 году, после окончания первого курса физико-математического факультета Харьковского университета, перешёл на медицинский факультет. С 1913 года стал слушателем Петербургской военно-медицинской академии, однако за участие в студенческой забастовке, обучение не завершил. В 1914 году окончил Юрьевский университет (ныне город Тарту).
В марте 1917 года стал старшим врачом 112 Украинского пехотного полка. В сентябре того же года стал ординатором-хирургом местного лазарета. От 1917 года работал в клинике госпитальной хирургии под руководством С. И. Спасокукоцкого, до 1924 занимал должность приват-доцента, пока по конкурсу его не утвердили заведующим хирургического отделения 1-й Советской больницы в городе Сталино.
Уже в 1925 и 1926 году Владимир Матвеевич продемонстрировал, соответственно на VII Всесоюзном Съезде хирургов и II Украинском съезде хирургов, законченный случай пластики пищевода, в общем, в шестой раз в своей практике. Вместе с этим он оперировал в разных областях хирургии — осуществлял операции на печени, селезёнке, кишечнике, щитовидной железе, выполнял все виды урологических операций.
В 1926 году на базе хирургического отделения, которым руководил Владимир Матвеевич, создан филиал Института усовершенствования врачей. 1930 года Богославский начал широко применять переливание крови, а в 1931 году возглавил только что открытый филиал Украинского института неотложной хирургии и переливания крови (позже Донецкая областная станция переливания крови).
С 1930 года Владимир Матвеевич стал одним из основателей Донецкого медицинского института. В 1932 году он возглавил кафедру общей хирургии, с 1933 года заведовал кафедрой факультетской хирургии, получил звание профессора. В 1935 году стал во главе кафедры госпитальной хирургии института.
В 1941 году эвакуирован вместе с больницей. Стал ведущим хирургом Калининского, Второго Прибалтийского, Третьего Белорусского фронтов. После войны продолжил работу в Областной центральной поликлинике (ныне Институт неотложной и восстановительной хирургии имени Г. К. Гусака). В 1947 году он первым в Донбассе провёл при раке черезгрудинную резекцию пищевода и желудка.
С 1950 года — профессор Богославский стал депутатом Верховного Совета СССР.
16 марта 1953 года Владимир Матвеевич умер. Похоронен на Мушкетовском кладбище Донецка.
В его честь и в честь его сына Ростислава Владимировича Богославского названа улица в Куйбышевском районе города.

## Награды
- орден Ленина (23.01.1948)
- орден Отечественной войны I степени (16.05.1945)
- орден Красной Звезды (03.07.1943)
- медали